# Пирс, Барбара
Барбара Мэри Фрэнсис Пирс (англ. Barbara Mary Frances Pearse, 24 марта 1948, Рэйсбери, Великобритания) — британский биолог, член Королевского общества (1988), лауреат премии и медали Европейского молекулярно-биологического общества (1987).

## Биография
Пирс окончила Университетский колледж Лондона в 1969 году, в 1972 году там же защитила диссертацию по свойствам фосфоглюконатдегидрогеназы. Работает в Лаборатории молекулярной биологии (Медицинский исследовательский совет, Кембридж).
В 1992 году подписала «Предупреждение человечеству».

## Научный вклад
Впервые смогла изолировать клатриновые пузырьки. Открыла в 1975 году основной белок этих везикул клатрин. За работы по структуре клатриновых пузырьков, осуществляющих один из важнейших типов эндоцитоза, в 1987 году получила премию и медаль Европейского молекулярно-биологического общества.